# TSR Trójca „Góra Jaworów”
TSR Trójca „Góra Jaworów” – telewizyjna stacja retransmisyjna, znajdująca się w Trójcy.

## Transmitowane programy

### Programy telewizyjne - cyfrowe
| Skład multipleksu                                                                    | Częstotliwość | Kanał | Moc promieniowana nadajnika | Polaryzacja | Kompresja wizji |
| ------------------------------------------------------------------------------------ | ------------- | ----- | --------------------------- | ----------- | --------------- |
| MUX 3 - TVP1 HD - TVP2 HD - TVP3 Rzeszów - TVP Historia - TVP Sport HD - TVP Info HD | 538,00 MHz    | 29    | 0,015 kW                    | pozioma     | MPEG-4          |

## Nienadawane analogowe programy telewizyjne
Programy telewizji analogowej wyłączone 19 marca 2013 roku.
| LP | Program | Częstotliwość | Kanał | Moc nadajnika | Polaryzacja |
| -- | ------- | ------------- | ----- | ------------- | ----------- |
| 1  | TVP1    | 623,25 MHz    | 40    | 100 W         | pozioma     |